# Saint-Jean-du-Bois
Pour les articles homonymes, voir Saint-Jean.
Saint-Jean-du-Bois est une commune française, située dans le département de la Sarthe en région Pays de la Loire, peuplée de 612 habitants.
La commune fait partie de la province historique du Maine, et se situe dans le Haut-Maine (Maine blanc).

## Géographie
Saint-Jean-du-Bois est une commune du sud de la Sarthe, située à 25 km au sud-ouest du Mans.
| Noyen-sur-Sarthe | Fercé-sur-Sarthe   | La Suze-sur-Sarthe |
| Noyen-sur-Sarthe | Saint-Jean-du-Bois | La Suze-sur-Sarthe |
| Noyen-sur-Sarthe | Mézeray            | Mézeray            |

### Climat
Pour des articles plus généraux, voir Climat des Pays de la Loire et Climat de la Sarthe.
En 2010, le climat de la commune est de type climat océanique dégradé des plaines du Centre et du Nord, selon une étude du CNRS s'appuyant sur une série de données couvrant la période 1971-2000. En 2020, Météo-France publie une typologie des climats de la France métropolitaine dans laquelle la commune est exposée à un climat océanique et est dans la région climatique  Moyenne vallée de la Loire, caractérisée par une bonne insolation (1 850 h/an) et un été peu pluvieux. 
Pour la période 1971-2000, la température annuelle moyenne est de 11,3 °C, avec une amplitude thermique annuelle de 14,6 °C. Le cumul annuel moyen de précipitations est de 687 mm, avec 11,4 jours de précipitations en janvier et 6,7 jours en juillet. Pour la période 1991-2020, la température moyenne annuelle observée sur la station météorologique de Météo-France la plus proche, sur la commune de Luché-Pringé à 21 km à vol d'oiseau, est de 12,4 °C et le cumul annuel moyen de précipitations est de 658,2 mm,. Pour l'avenir, les paramètres climatiques de la commune estimés pour 2050 selon différents scénarios d'émission de gaz à effet de serre sont consultables sur un site dédié publié par Météo-France en novembre 2022.

## Urbanisme

### Typologie
Au 1er janvier 2024, Saint-Jean-du-Bois est catégorisée commune rurale à habitat dispersé, selon la nouvelle grille communale de densité à sept niveaux définie par l'Insee en 2022.
Elle est située hors unité urbaine. Par ailleurs la commune fait partie de l'aire d'attraction du Mans, dont elle est une commune de la couronne,. Cette aire, qui regroupe 144 communes, est catégorisée dans les aires de 200 000 à moins de 700 000 habitants,.

### Occupation des sols
L'occupation des sols de la commune, telle qu'elle ressort de la base de données européenne d’occupation biophysique des sols Corine Land Cover (CLC), est marquée par l'importance des forêts et milieux semi-naturels (57,8 % en 2018), en augmentation par rapport à 1990 (56,5 %). La répartition détaillée en 2018 est la suivante : 
forêts (53,7 %), prairies (35,6 %), milieux à végétation arbustive et/ou herbacée (4,1 %), zones urbanisées (2,4 %), eaux continentales (2,2 %), zones agricoles hétérogènes (1,1 %), terres arables (0,9 %). L'évolution de l’occupation des sols de la commune et de ses infrastructures peut être observée sur les différentes représentations cartographiques du territoire : la carte de Cassini (XVIIIe siècle), la carte d'état-major (1820-1866) et les cartes ou photos aériennes de l'IGN pour la période actuelle (1950 à aujourd'hui).

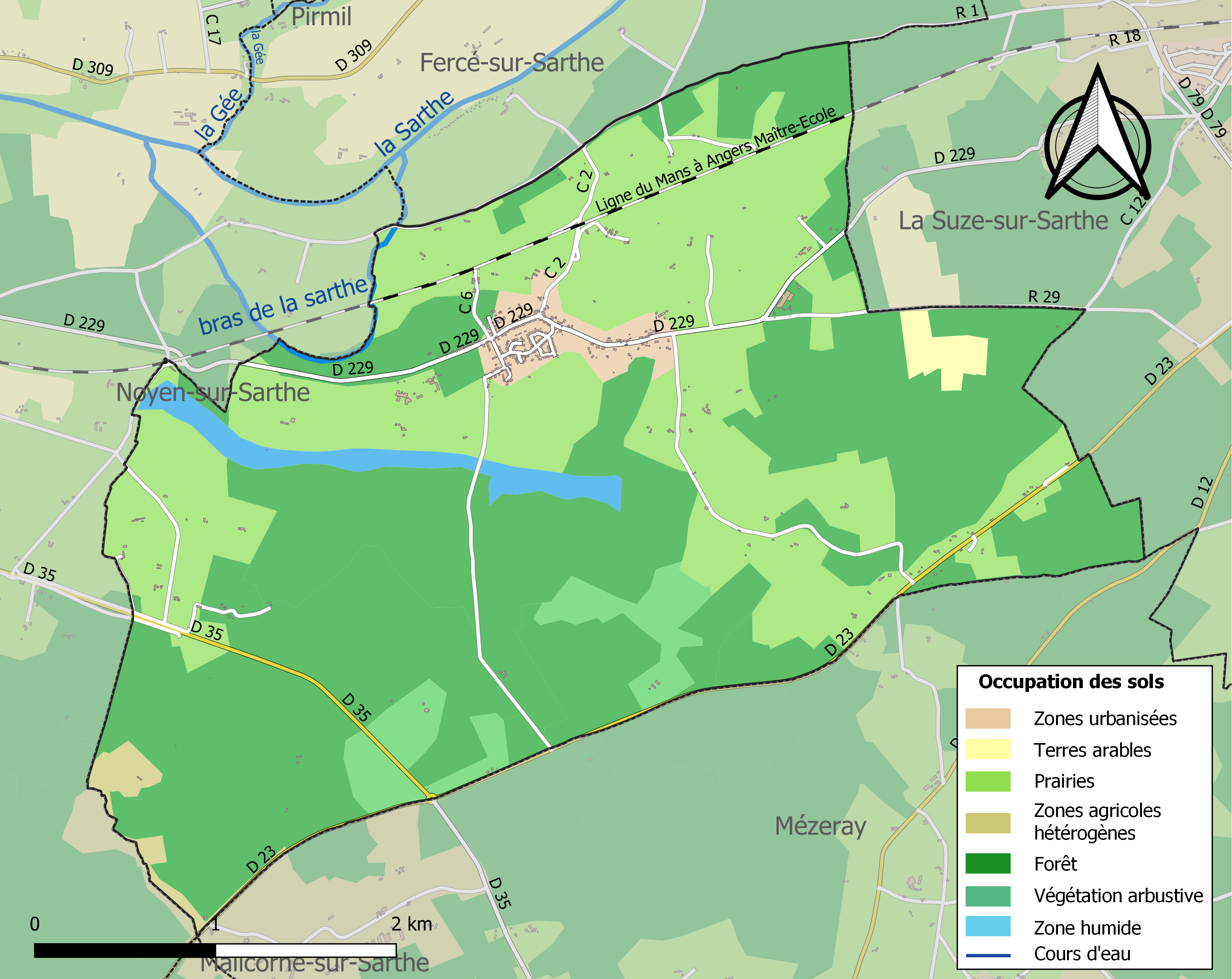
Carte des infrastructures et de l'occupation des sols de la commune en 2018 (CLC).

## Toponymie
Le nom de la localité est attesté sous la forme eccl. S. Johannis de Nemore vers 1330. La paroisse et son église sont dédiés à Jean le Baptiste.
Le gentilé est Jamboisiens.

## Politique et administration
| Période                                  | Période   | Identité           | Étiquette | Qualité               |
| ---------------------------------------- | --------- | ------------------ | --------- | --------------------- |
| ?                                        | mars 2001 | Jean-Pierre Coupin |           |                       |
| mars 2001                                | mars 2007 | Jean-Louis Ollivry |           |                       |
| 2007                                     | mars 2008 | Lionel Laude       |           |                       |
| mars 2008                                | En cours  | Jean-Paul Boisard  |           | cadre de l'automobile |
| Les données manquantes sont à compléter. |           |                    |           |                       |

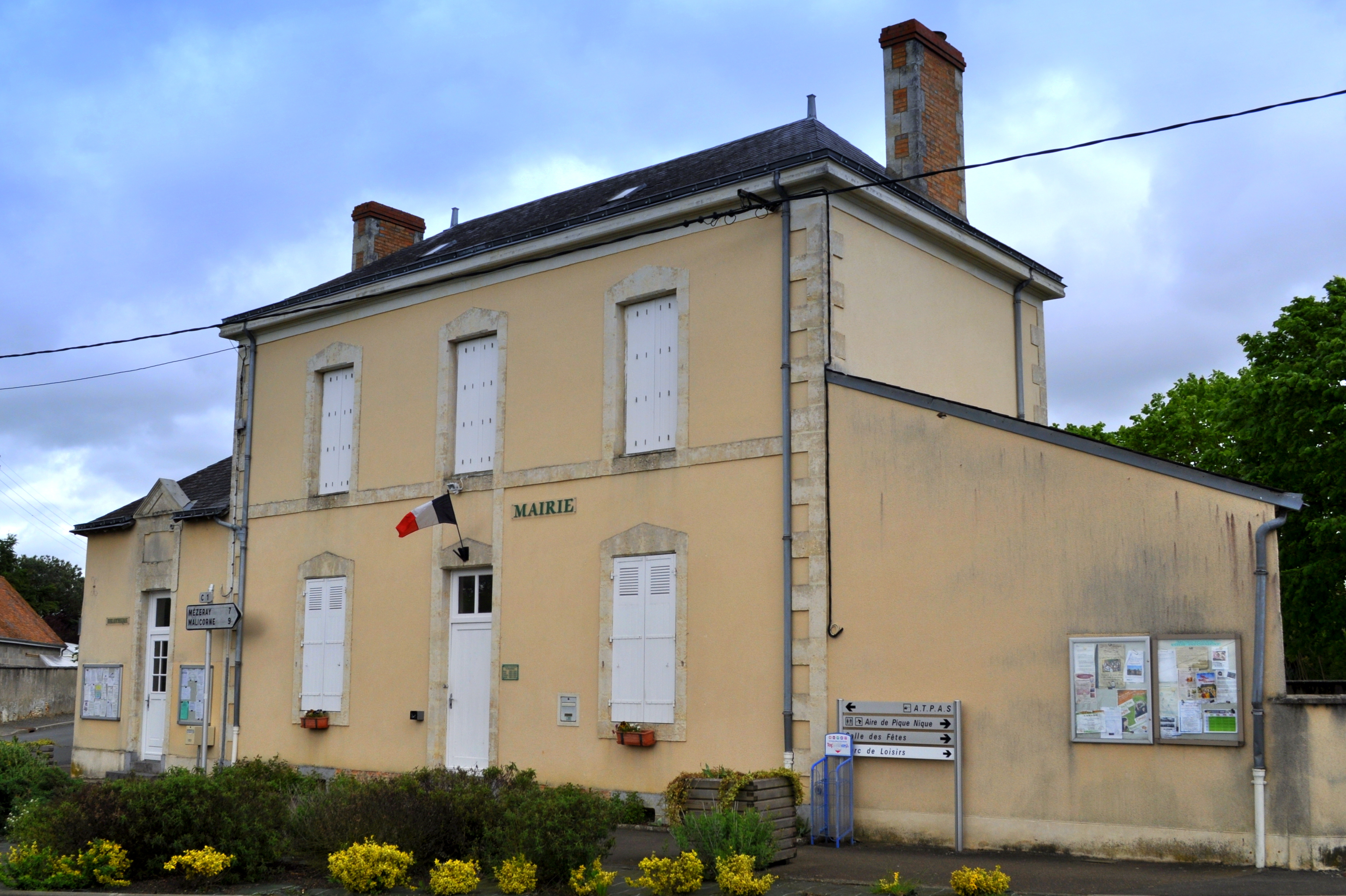
La mairie.

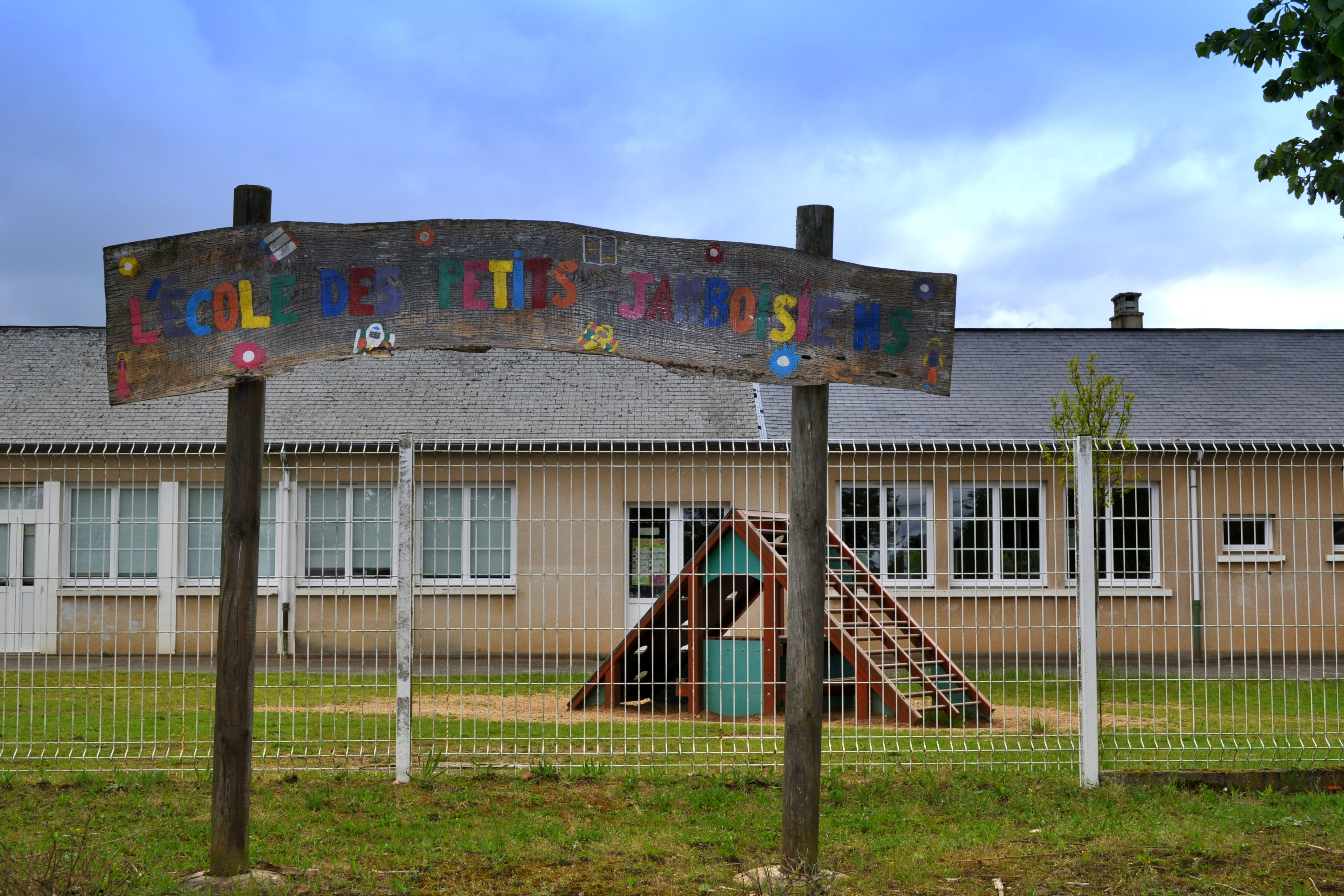
L'école.

Le conseil municipal est composé de quinze membres dont le maire et deux adjoints.

## Démographie
L'évolution du nombre d'habitants est connue à travers les recensements de la population effectués dans la commune depuis 1793. Pour les communes de moins de 10 000 habitants, une enquête de recensement portant sur toute la population est réalisée tous les cinq ans, les populations de référence des années intermédiaires étant quant à elles estimées par interpolation ou extrapolation. Pour la commune, le premier recensement exhaustif entrant dans le cadre du nouveau dispositif a été réalisé en 2008.
En 2022, la commune comptait 612 habitants, en évolution de −3,01 % par rapport à 2016 (Sarthe : −0,25 %, France hors Mayotte : +2,11 %).
Le précédent maximum démographique de 628 habitants, atteint en 1860, est dépassé à la fin des années 2000.
| 1793 | 1800 | 1806 | 1821 | 1831 | 1836 | 1841 | 1846 | 1851 |
| ---- | ---- | ---- | ---- | ---- | ---- | ---- | ---- | ---- |
| 377  | 361  | 433  | 480  | 530  | 495  | 534  | 556  | 607  |

| 1856 | 1861 | 1866 | 1872 | 1876 | 1881 | 1886 | 1891 | 1896 |
| ---- | ---- | ---- | ---- | ---- | ---- | ---- | ---- | ---- |
| 597  | 628  | 605  | 565  | 524  | 522  | 509  | 522  | 527  |

| 1901 | 1906 | 1911 | 1921 | 1926 | 1931 | 1936 | 1946 | 1954 |
| ---- | ---- | ---- | ---- | ---- | ---- | ---- | ---- | ---- |
| 558  | 528  | 528  | 445  | 415  | 416  | 376  | 349  | 374  |

| 1962 | 1968 | 1975 | 1982 | 1990 | 1999 | 2006 | 2008 | 2013 |
| ---- | ---- | ---- | ---- | ---- | ---- | ---- | ---- | ---- |
| 425  | 483  | 527  | 544  | 471  | 491  | 595  | 625  | 630  |

| 2018 | 2022 | - | - | - | - | - | - | - |
| ---- | ---- | - | - | - | - | - | - | - |
| 621  | 612  | - | - | - | - | - | - | - |

## Lieux et monuments
Saint-Jean-du-Bois comporte plusieurs bâtiments ou lieux d'intérêt : 
- L'église Saint-Jean-Baptiste, des XIIe, XVIIe et XIXe siècles.
- Le château de la Houssaye, des XVe (?), XVIIe et XVIIIe, de style troubadour.
- Les étangs : de la Bonde et de Gilbert.
- L'enclos funéraire de la famille Chamillart de la Suze, du XIXe siècle, avec sa chapelle attenante, dans le cimetière.

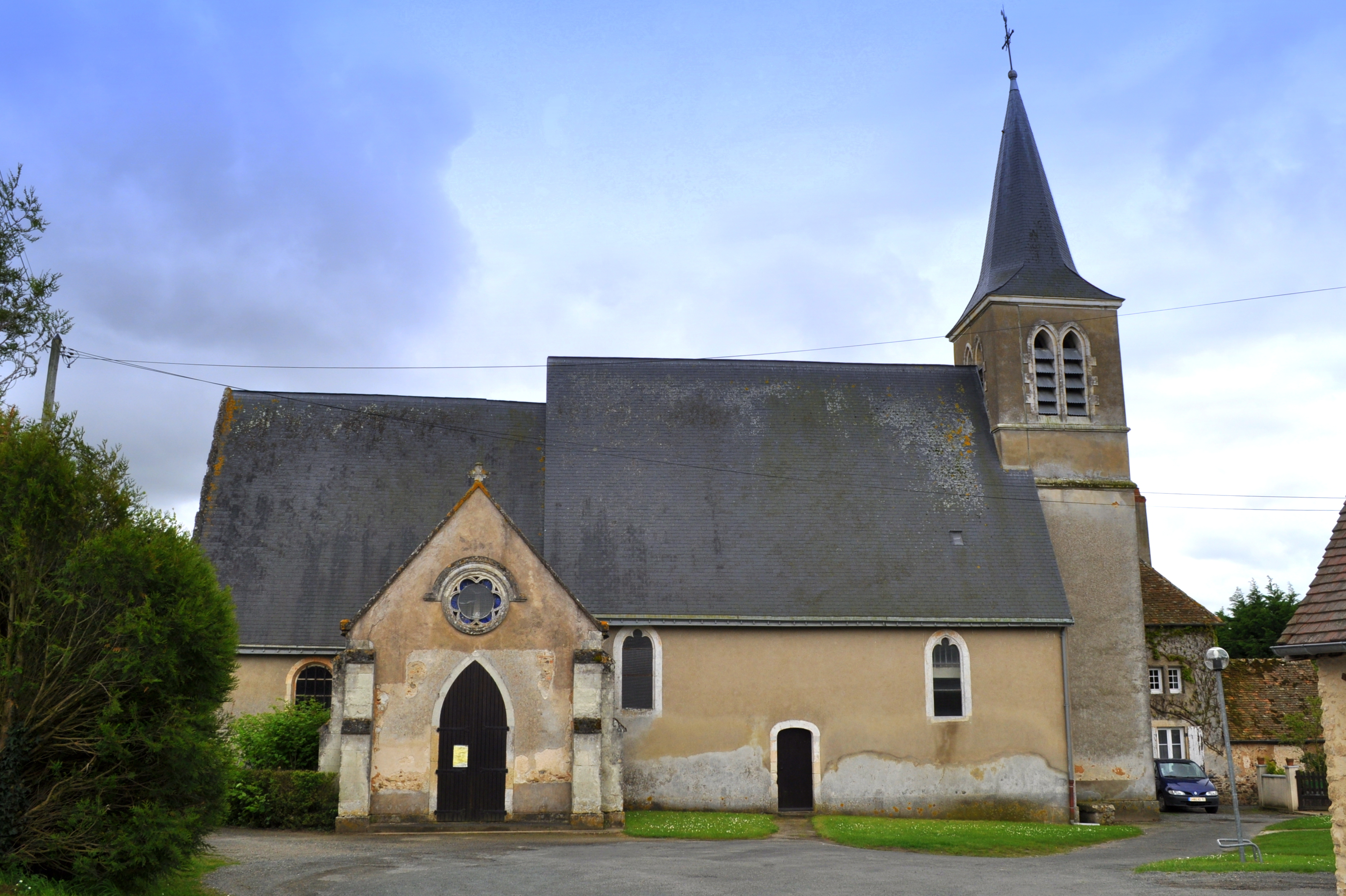
L'église Saint-Jean-Baptiste.
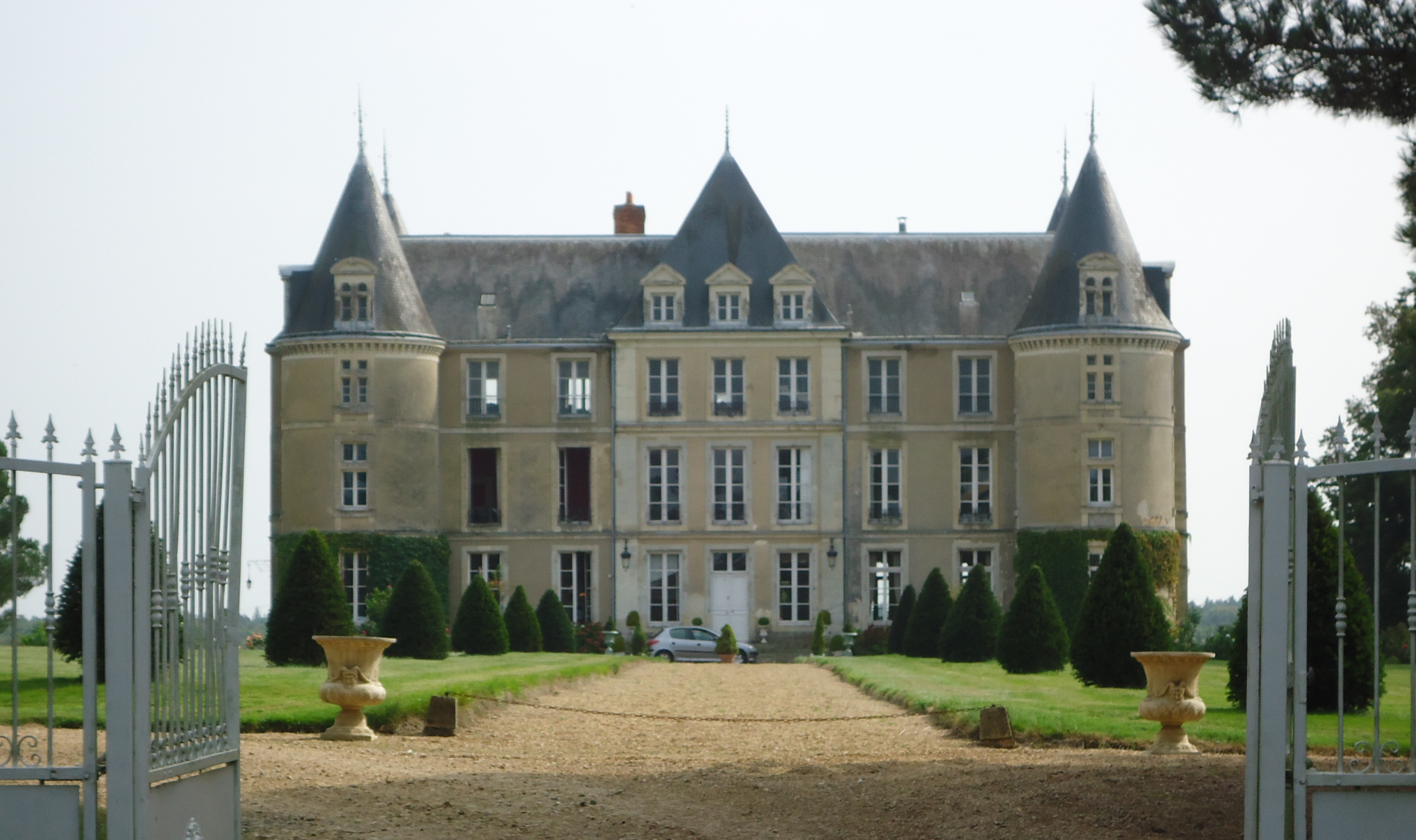
Le château de la Houssaye.
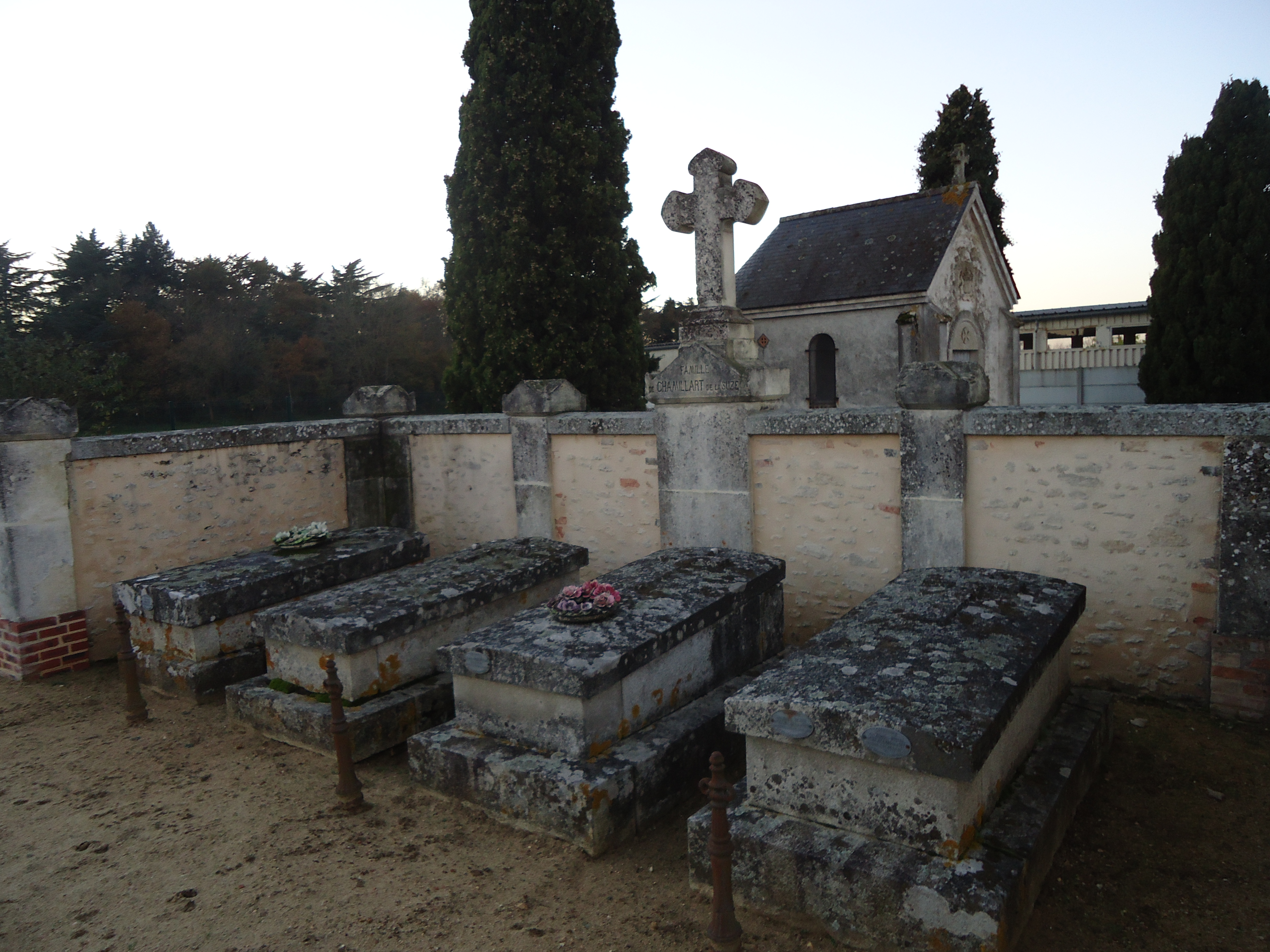
L'enclos funéraire.